# 해양생태계

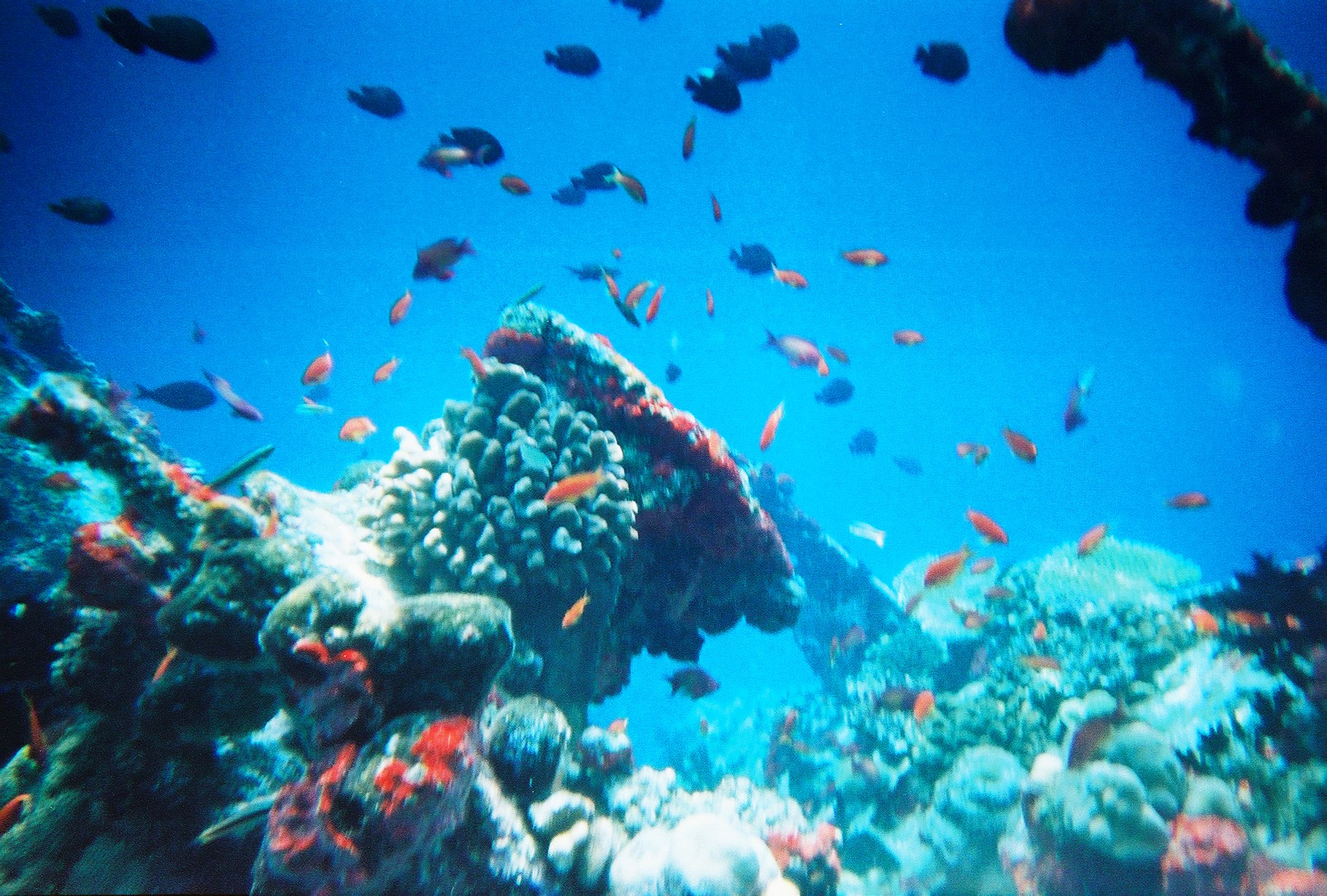
산호초는 놀라운 다양성을 가진 복잡한 해양생태계를 형성하고 있다.

해양생태계(海洋生態系)는 지구상에서 가장 큰 수생 생태계이며, 해안, 하구, 석호, 맹그로브, 산호초, 심해, 저질 등의 해양 환경과 서식하는 생물을 말한다. 염도가 낮은 담수 생태계와 대비된다. 해수는 지구 표면의 70% 이상을 차지하며 지구 상수도의 97% 이상을 차지하고, 지구상 거주 가능한 공간의 90%를 차지한다.

## 같이 보기
- 블루카본
- 해양생물학
- 해양 생물